# Eis Arena Wolfsburg
Die Eis Arena Wolfsburg ist eine Eissporthalle im Allerpark in Wolfsburg, in dem der DEL-Club Grizzlys Wolfsburg – bis 2015 EHC Grizzly Adams Wolfsburg – und die Mannschaften des Stammvereins EHC Grizzly Adams Wolfsburg 1992 e. V. seit der Saison 2006/07 ihre Heimspiele austragen.

## Geschichte

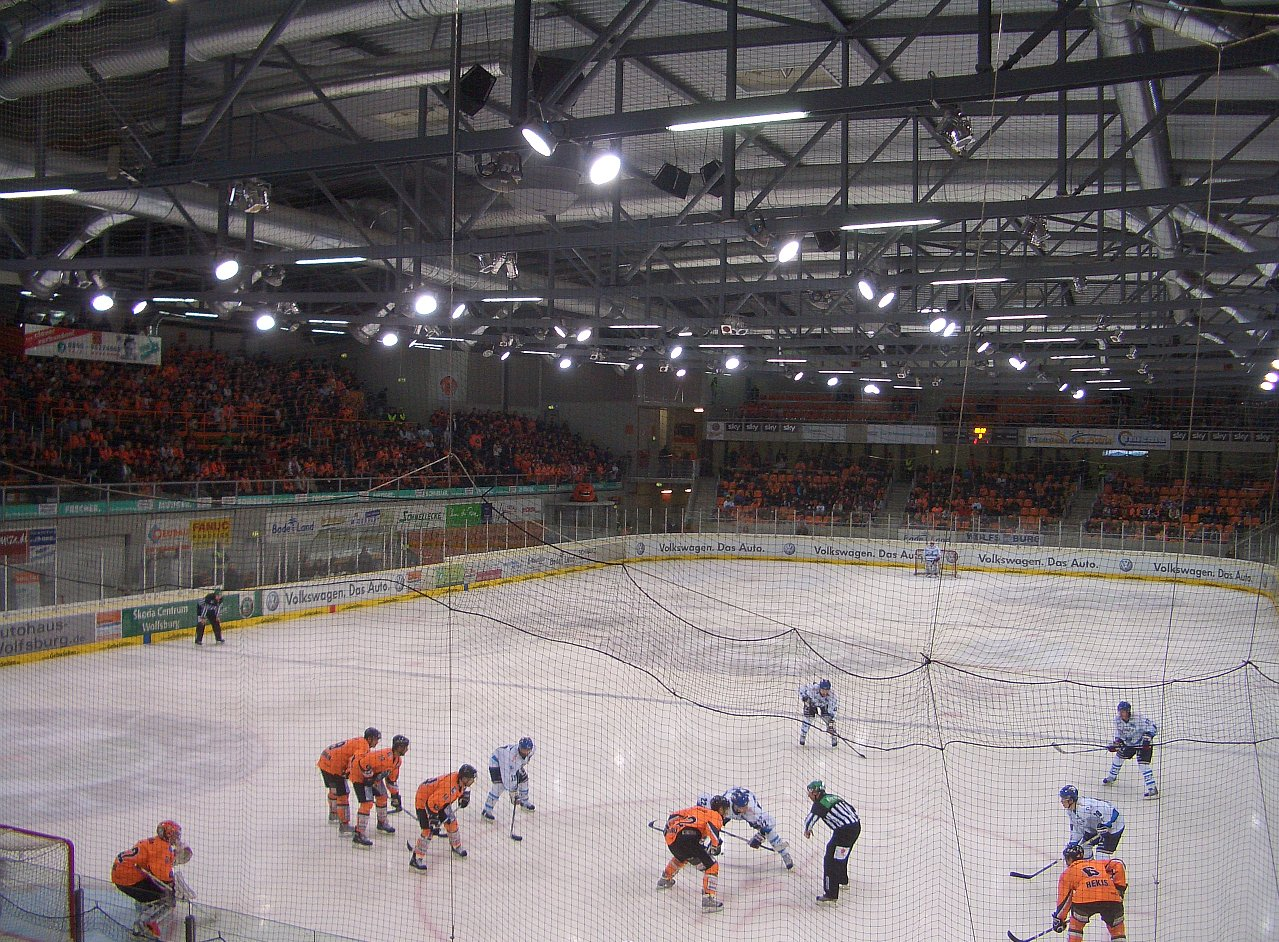
Innenraum der Eis Arena im November 2009

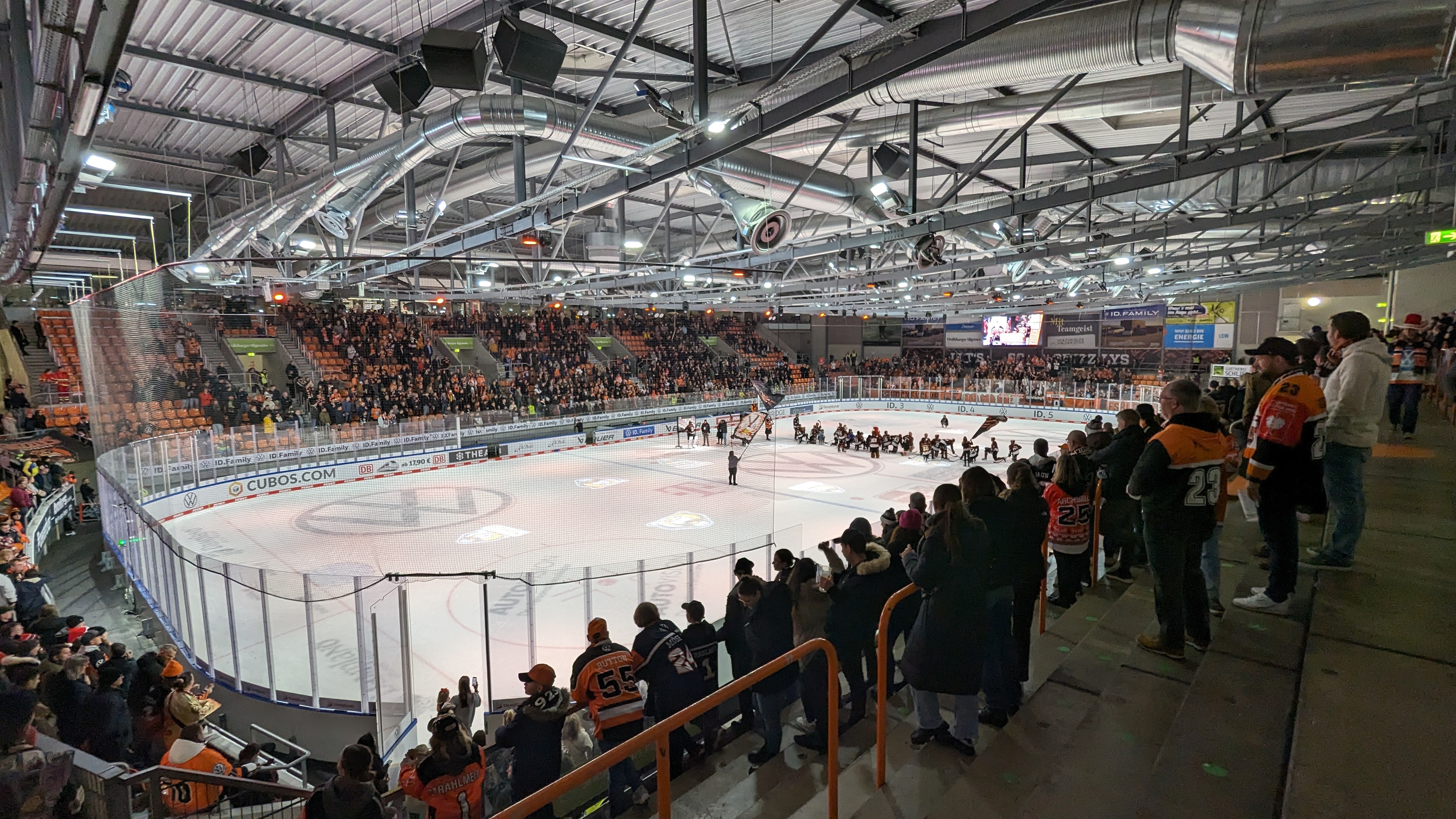
Innenraum im Dezember 2023

Am 23. November 2005 beschloss der Rat der Stadt Wolfsburg den Umbau der 1983 eröffneten Eissporthalle Eispalast, der bisher Zuhause des Clubs war, zur folgenden Spielzeit, um die Anforderungen der DEL zu erfüllen.
Am 1. September 2006 wurde die neue Arena, die nun den 9000-Punkte-Vorlagen der DEL für Stadien entsprach, nach rund 5 Monaten Umbauzeit fertiggestellt. Am 13. September 2006 wurde die Eissporthalle, die nun als Eis-Arena bezeichnet wurde, im Beisein des Wolfsburger Oberbürgermeisters Rolf Schnellecke mit einer Lasershow feierlich eingeweiht. Neben den Spielen und dem Training der Grizzly Adams und deren Stammverein EHC Wolfsburg, steht die Halle zudem zum öffentlichen Schlittschuhlaufen offen, außerdem werden weitere Veranstaltungen wie Eisdiskos angeboten.
Der Investor und Betreiber der Arena war bis 2014 die Stadtwerke Wolfsburg AG, seit 2015 ist die Arena direkt in städtischer Hand. Die Eisfläche hat eine Größe von 60 m × 30 m. Die Gesamtkapazität der Arena beträgt 4503 Plätze, den Zuschauern stehen hierbei 2700 Sitz- und 1500 Stehplätze zur Verfügung. Zusätzlich verfügt die Halle über einen 300 m² großen V.I.P.-Bereich mit eigenem Sitzplatzbereich, der Platz für 300 Zuschauer bietet.
Von November 2007 bis 2013 übernahm die Volksbank Braunschweig Wolfsburg das Namenssponsoring an der Halle, die folglich in dieser Zeit als Volksbank BraWo Eis Arena bezeichnet wurde.